# بیلی رودس
بیلی رودس (انگلیسی: Billie Rhodes؛ ۱۵ اوت ۱۸۹۴ – ۱۲ مارس ۱۹۸۸) بازیگر اهل ایالات متحده آمریکا بود که طی دوران فعالیت خود در حدود ۲۰۰ فیلم هنرنمایی کرد.
از فیلم‌هایی که وی در آن‌ها نقش داشته است، می‌توان به چیزی در چشمانش اشاره نمود.